# سیب شمعی
سیب شمعی (نام علمی: Syzygium samarangense) نام یک گونه از تیره موردیان است. این میوه بومی جزایر سوندای بزرگ می‌باشد.